# Marcella Filippi
Marcella Filippi (Bergamo, 27 settembre 1985) è un'ex cestista italiana.

## Carriera

### Club
Ala di 186 cm, ha giocato in Serie A1 con Faenza, Romagna, La Spezia e San Martino di Lupari. Per la stagione 2018-19 viene ingaggiata dal Famila Schio. Vince una supercoppa e uno scudetto.
L'anno successivo fa ritorno a San Martino.

### Nazionale
Esordisce in Nazionale maggiore nel 2014.
Alla Coppa del Mondo 3x3 2019, a cui ha partecipato con l'Italia, ha vinto la medaglia di bronzo nella competizione individuale degli shoot-out.
Partecipa ai giochi olimpici di Tokyo nel 2021

## Statistiche

### Cronologia presenze e punti in Nazionale
| Cronologia completa delle presenze e dei punti in Nazionale - Italia | Cronologia completa delle presenze e dei punti in Nazionale - Italia | Cronologia completa delle presenze e dei punti in Nazionale - Italia | Cronologia completa delle presenze e dei punti in Nazionale - Italia | Cronologia completa delle presenze e dei punti in Nazionale - Italia | Cronologia completa delle presenze e dei punti in Nazionale - Italia | Cronologia completa delle presenze e dei punti in Nazionale - Italia | Cronologia completa delle presenze e dei punti in Nazionale - Italia |
| Data                                                                 | Città                                                                | In casa                                                              | Risultato                                                            | Ospiti                                                               | Competizione                                                         | Punti                                                                | Note                                                                 |
| -------------------------------------------------------------------- | -------------------------------------------------------------------- | -------------------------------------------------------------------- | -------------------------------------------------------------------- | -------------------------------------------------------------------- | -------------------------------------------------------------------- | -------------------------------------------------------------------- | -------------------------------------------------------------------- |
| 8-3-2014                                                             | Rimini                                                               | Italia                                                               | 56 - 62                                                              | World Stars                                                          | Amichevole                                                           | 0                                                                    | [ 4 ]                                                                |
| 15-5-2015                                                            | Roma                                                                 | Italia                                                               | 41 - 46                                                              | Ungheria                                                             | Amichevole                                                           | 0                                                                    | [ 5 ]                                                                |
| 21-5-2015                                                            | Bucarest                                                             | Romania                                                              | 60 - 47                                                              | Italia                                                               | Torneo amichevole                                                    | 11                                                                   | [ 6 ]                                                                |
| 22-5-2015                                                            | Bucarest                                                             | Senegal                                                              | 64 - 59                                                              | Italia                                                               | Torneo amichevole                                                    | 4                                                                    | [ 7 ]                                                                |
| 23-5-2015                                                            | Bucarest                                                             | Romania                                                              | 56 - 57                                                              | Italia                                                               | Torneo amichevole                                                    | 6                                                                    | [ 8 ]                                                                |
| 29-5-2015                                                            | Caorle                                                               | Italia                                                               | 51 - 54                                                              | Australia                                                            | Amichevole                                                           | 0                                                                    | [ 9 ]                                                                |
| 7-10-2015                                                            | Roma                                                                 | Italia                                                               | 66 - 79                                                              | Stati Uniti                                                          | Amichevole                                                           | 3                                                                    | [ 10 ]                                                               |
| 4-10-2016                                                            | Lucca                                                                | Italia                                                               | 45 - 80                                                              | LBF All Stars                                                        | Amichevole                                                           | 2                                                                    | [ 11 ]                                                               |
| 10-2-2018                                                            | Borås                                                                | Svezia                                                               | 47 - 69                                                              | Italia                                                               | Qual. Euro 2019 - Girone H                                           | 0                                                                    | [ 12 ]                                                               |
| 14-2-2018                                                            | Pavia                                                                | Italia                                                               | 93 - 33                                                              | Macedonia del Nord                                                   | Qual. Euro 2019 - Girone H                                           | 4                                                                    | [ 13 ]                                                               |
| 18-8-2018                                                            | Vicenza                                                              | Italia                                                               | 74 - 37                                                              | W.F. Dem. Deacons                                                    | Amichevole                                                           | 0                                                                    | [ 14 ]                                                               |
| 20-8-2018                                                            | Anglet                                                               | Francia                                                              | 74 - 43                                                              | Italia                                                               | Amichevole                                                           | 0                                                                    | [ 15 ]                                                               |
| 21-8-2018                                                            | Anglet                                                               | Francia                                                              | 74 - 53                                                              | Italia                                                               | Amichevole                                                           | 21                                                                   | [ 16 ]                                                               |
| 27-8-2018                                                            | La Spezia                                                            | Italia                                                               | 53 - 43                                                              | Israele                                                              | Amichevole                                                           | 0                                                                    | [ 17 ]                                                               |
| Totale                                                               |                                                                      | Presenze                                                             | 14                                                                   |                                                                      | Punti                                                                | 31                                                                   |                                                                      |

### Nazionale 3x3
- Mondiale 3x3 Russia 2014
- Mondiale 3x3 Cina 2016
- Europeo 3x3 Romania 2016
- Mondiale 3x3 Francia 2017:[18] quinte classificate[19]
- Europeo 3x3 Paesi Bassi 2017: quinte classificate[20]
- Mondiale 3X3 Manila 2018: prime classificate[21]
- Giochi Olimpici di Tokyo 2020 : seste classificate

## Palmarès
- Campionato italiano: 1
Famila Schio: 2018-19
- Supercoppa italiana: 1
Famila Schio: 2018
- Campionato italiano di Serie A2: 1
Virtus Spezia: 2012-13
- Mondiale 3x3
Medaglia d'oro: Manila 2018

## Onorificenze
2024- Ordine al merito della Repubblica italiana - Commendatore